# Rock and Roll Over
Rock and Roll Over — пятый студийный альбом и шестой альбом американской рок-группы Kiss, вышедший в 1976 году.

## Об альбоме
В отличие от альбома Destroyer, Rock and Roll Over был своеобразным возвратом к прямому рок-звучанию, который можно услышать на первых трёх альбомах, однако новый альбом отличает от прежних уже приобретенный опыт и некая музыкальная зрелость.
Чтобы получить нужный звук ударных, Питер Крисс играл в ванной комнате Star Theatre и связывался с остальными музыкантами по видео. Также известно, что изначально песня «Hard Luck Woman» должна была исполняться Родом Стюартом, но позже Джин Симмонс настоял, чтобы она досталась Питеру Криссу. Автор обложки — Майкл Дорет.
Альбом стал платиновым 5 января 1977, когда было продано 1 000 000 копий.

## Список композиций
| №                   | Название            | Автор(ы)                  | Основной вокал      | Длительность |
| ------------------- | ------------------- | ------------------------- | ------------------- | ------------ |
| 1.                  | «I Want You»        | Пол Стэнли                | Стэнли              | 3:04         |
| 2.                  | «Take Me»           | Стэнли, Шон Дилани        | Стэнли              | 2:56         |
| 3.                  | «Calling Dr. Love»  | Джин Симмонс              | Симмонс             | 3:44         |
| 4.                  | «Ladies Room»       | Симмонс                   | Симмонс             | 3:27         |
| 5.                  | «Baby Driver»       | Питер Крисс, Стэн Пэнридж | Крисс               | 3:40         |
| Общая длительность: | Общая длительность: | Общая длительность:       | Общая длительность: | 16:51        |

| №                   | Название                 | Автор(ы)            | Основной вокал      | Длительность |
| ------------------- | ------------------------ | ------------------- | ------------------- | ------------ |
| 6.                  | «Love 'Em and Leave 'Em» | Симмонс             | Симмонс             | 3:47         |
| 7.                  | «Mr. Speed»              | Стэнли, Дилани      | Стэнли              | 3:18         |
| 8.                  | «See You in Your Dreams» | Симмонс             | Симмонс             | 2:34         |
| 9.                  | «Hard Luck Woman»        | Стэнли              | Крисс               | 3:35         |
| 10.                 | «Makin' Love»            | Стэнли, Дилани      | Стэнли              | 3:14         |
| Общая длительность: | Общая длительность:      | Общая длительность: | Общая длительность: | 16:28        |

## Участники записи
- Джин Симмонс — бас-гитара, вокал, ритм-гитара на «Ladies Room»
- Пол Стэнли — ритм-гитара, первое гитарное соло на «I Want You», двенадцатиструнная гитара на «I Want You» и «Hard Luck Woman», вокал
- Эйс Фрейли — основная гитара, второе гитарное соло на «I Want You», акустическая гитара на «Hard Luck Woman», бэк-вокал
- Питер Крисс — ударные, перкуссия, вокал, бэк-вокал

## Позиции в хит-парадах
Годовые чарты:
| Хит-парад (1976)      | Позиция |
| --------------------- | ------- |
| Канада (RPM Year-End) | 83      |